# Lavoslav Reichl
Lavoslav Reichl (též Levoslav, 15. listopad 1897 Záhřeb – 22. dubna 1968 Praha) byl český inženýr a filmař židovského původu. Působil jako první a dlouholetý ředitel pražských filmových ateliérů Barrandov.

## Život
Narodil se v chorvatském Záhřebu v rodině židovského původu. Po otcově smrti roku 1901 odjel s matkou do Čech, kde vystudoval techniku.
Po skončení první světové války pracoval u různých filmových společností – nejprve ve společnosti Excelsiorfilm jako technický správce, ve filmové půjčovně Lloydfilm v propagaci, od roku 1925 jako ředitel filmové společnosti Kinema při České bance, posléze vedl také kino Světozor u Václavského náměstí. Od roku 1927 vedl jako ředitel vinohradské ateliéry pro společnost A-B. V roce 1930 působil jako vedoucí výroby komediálního snímku C. a k. polní maršálek v hlavní roli s Vlastou Burianem, jednoho z prvních českých zvukových filmů. Od počátku 30. let 20. století vedl stavbu nového areálu barrandovských ateliérů, financovaných především filmovým podnikatelem Milošem Havlem, ve kterých se poté stal ředitelem. S Havlem velmi úzce spolupracoval. V roce 1938 byla v barrandovské kolonii dokončena jeho rodinná vila, zbudovaná dle návrhu architekta Otto Glase.
Den po nacistické okupaci Československa, 16. března 1939, se ateliérů pokusili zmocnit zástupci českých fašistů. Generál Radola Gajda pověřil tímto úkolem barrandovského asistenta režie Josefa Krause, který se rozhodl se svými společníky zbavit Reichla ředitelské funkce a propustit i další židovské zaměstnance Barrandova. Později toho dne byl Kraus podpořen českým fašistou Zdeňkem Zástěrou, režisérem Václavem Binovcem a hercem a režisérem Ladislavem Bromem. K tomuto razantnímu kroku nakonec nedošlo po přímém zásahu Miloše Havla, antisemitská atmosféra v zemi jej však donutila ředitelské místo opustit.
Roku 1939 pak odjel do Jugoslávie. Po začátku druhé světové války byl zatčen, podařilo se mu však uprchnout do Švýcarska. Po skončení války se vrátil zpět do Československa a opět nastoupil do barrandovských ateliérů jako ředitel. V letech 1946–1948 potom působil jako náměstek pro výrobu a později reprezentant Československého státního filmu v Bulharské lidové republice. Po nastolení komunistického režimu v Československu roku 1948 odešel do Izraele. Od 50. let 20. století potom žil opět v Praze, kde zařizoval a vedl školní ateliéry pražské filmové akademie (FAMU) v Klimentské ulici. U několika filmů té doby je uveden jako vedoucí výroby.

### Úmrtí
Lavoslav Reichl zemřel 22. dubna 1968 ve věku 70 let.